# 달타냥의 딸
달타냥의 딸(La Fille De D'Artagnan, The Daughter Of D'Artagnan)은 프랑스에서 제작된 베르트랑 타베르니에 감독의 1994년 드라마, 모험, 멜로/로맨스 영화이다. 소피 마르소 등이 주연으로 출연하였다.

## 출연

### 주연
- 소피 마르소
- 필립 느와레

### 조연
- 클로드 리치
- 사미 프레이
- 장 룩 비도
- 샬롯 케이디
- 닐스 타베르니에

## 제작진
- 의상: 자클린 모로